# Vesta Collide
Vesta Collide is een Amerikaanse metalcoreband afkomstig uit Detroit, Michigan.

## Biografie
De band werd opgericht in 2014 door zanger Mark Pfromm, gitarist Jacob Matzkows, gitarist Alex Kuzmanovic, bassist Alex Honeycutt en drummer Max Santoro. Pfromm, Matzkows en Honeycutt hadden samen eerder vier jaar lang samen gespeeld in de metalcoreband Dismember the Fallen.
In 2015 tekende de band een contract bij Stay Sick Recordings. Hier bracht de band op 20 januari van 2017 hun debuutalbum New Obsession uit, dat piekte op een twintigste notering in de Billboard Heatseekers Chart. In de daaropvolgende maanden toerde de band intensief door de Verenigde Staten, waarbij ze onder meer openden voor Bad Omens Hierna werd het stil rondom de band. Begin 2018 bracht de band nog wel een muziekvideo uit voor de single The Lights, maar in 2019 maakte de band via een sindsdien verwijderde Facebookpost bekend er definitief een punt achter te zetten.

## Bezetting
- Mark Pfromm: zang
- Jacob Matzkows: gitaar, zang
- Alex Kuzmanovic
- Alex Honeycutt: bas
- Max Santoro: drums

## Discografie
Studioalbums
- 2017 - New Obsession